# 丸之内和霊神社
丸之内和霊神社（まるのうちわれいじんじゃ）は、愛媛県宇和島市にある神社。旧社格は村社。

## 祭神
主祭神
- 山家公頼（やんべ きんより 通称 清兵衛）

公頼は伊達政宗の家臣であったが、1615年（元和元年）政宗の長男・秀宗が宇和島に移封されるのに従い、宇和島藩家老として藩政を支えた。宇和島はそれまでの領主の悪政により疲弊していたが、公頼は租税軽減や産業振興を行い、効果を上げた。しかし、1621年（元和6年）、藩主秀宗は公頼を嫉妬する藩士による讒言を信じ、公頼とその息子らを殺害させた（和霊騒動）。

## 歴史
宇和島城東側に位置する、祭神山家清兵衛公頼公の邸宅跡に鎮座する。和霊騒動後、公頼の屋敷は藩の倉庫となり、1868年（明治元年）には丸之内和霊神社の小祠が設けられ、1899年（明治31年）には伊達家が敷地を寄進し、1909年（明治41年）に宇和島城内の日吉神社の本殿を移築した。

## 境内
また本殿の裏の古井戸には、四男美濃の死にまつわる伝説がある。一説によると、公頼は難を逃れさせるために隣家に美濃を投げ込んだが、後難の火の粉が降り注ぐのを恐れた隣人が美濃を投げ返し、その際に井戸に落ちて落命したという伝説もある。

## 現地情報
所在地
- 愛媛県宇和島市丸之内1-4-3

交通アクセス
- 最寄駅：JR四国予讃線宇和島駅下車後、徒歩約13分